# Aéroport international d'Aguascalientes
L'aéroport international Lic. Jesús Terán Peredo ou aéroport international d'Aguascalientes (code IATA : AGU • code OACI : MMAS • code DGAC M. : AGU) est un aéroport international localisé à 24 kilomètres au sud d'Aguascalientes, dans l'État d'Aguascalientes, au Mexique, et accueille le trafic aérien national et international de la zone.

## Information
Les installations commerciales de l'aéroport consistent en un terminal, avec 4 positions de contact plus 3 distantes utilisées par des lignes secondaires. L'aéroport a une capacité de 1,5 million de passagers.
En 2014, Aguascalientes a accueilli 540 500 passagers, alors qu'en 2015, il en a accueilli 633 100 selon des données publiées par le Groupe aéroportuaire du Pacifique. 
L'aéroport a été nommé en honneur de Jesús Terán Peredo, ex gouverneur d'Aguascalientes et une des premières personnes à reconnaître Benito Juárez comme président du Mexique.

## Situation
| \| 500 km1:6 468 000 \| Acapulco Aguascalientes Huatulco Campeche Cancún Chetumal Chihuahua Ciudad · del Carmen Ciudad Juárez Ciudad · Obregón Ciudad · Victoria Colima Cozumel Culiacán Guanajuato Durango Guadalajara Hermosillo Ixtapa · Zihuatanejo La Paz San José · del Cabo Los Mochis Matamoros Mazatlán Mérida Mexicali Mexico B.J. Mexico F.A. Minatitlán Monterrey Morelia Nuevo · Laredo Oaxaca Playa · de Oro Puebla Puerto · Escondido Puerto · Vallarta Querétaro Reynosa San Luis · Potosí Tampico Tapachula Tepic Tijuana Toluca Torreón Tuxtla Gutiérrez Uruapan Veracruz Villahermosa Zacatecas |
| 500 km1:6 468 000 |

Aéroport proches de l'aéroport international Licenciado Jesús Terán Peredo :
- Aéroport international del Bajio (124 km)
- Aéroport international général Leobardo C. Ruiz (138 km)
- Aéroport international de San Luis Potosi (147 km)
- Aéroport international de Guadalajara (166 km)
- Aéroport international Général Francisco J. Mujica (247 km)

## Compagnies aériennes et destinations

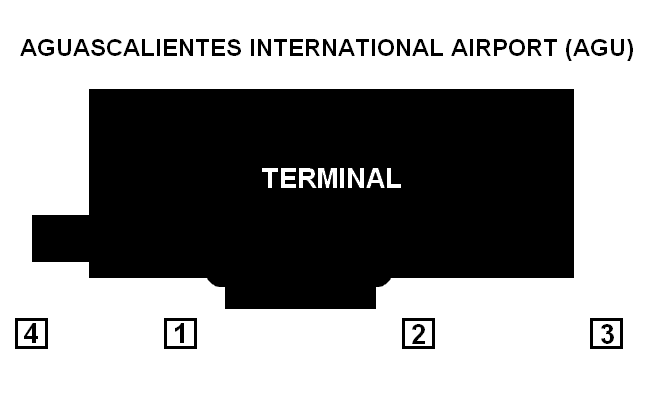
Carte du terminal.

## Statistiques

### En graphique
Pour des raisons techniques, il est temporairement impossible d'afficher le graphique qui aurait dû être présenté ici.

Voir la requête brute et les sources sur Wikidata.

### En tableau
| Année | Passagers | Évolution en pourcentage |
| ----- | --------- | ------------------------ |
| 2008  | 421 900   | -                        |
| 2009  | 284 500   | 32,56 %                  |
| 2010  | 294 100   | 3,40 %                   |
| 2011  | 328 500   | 11,70 %                  |
| 2012  | 400 100   | 21,80 %                  |
| 2013  | 456 600   | 14,10 %                  |
| 2014  | 540 500   | 18,37 %                  |
| 2015  | 633 100   | 17,10 %                  |

## Routes les plus fréquentées
| Nombre | Ville                                      | Passagers | Position      | Compagnie aérienne              |
| ------ | ------------------------------------------ | --------- | ------------- | ------------------------------- |
| 1      | MexicoModèle:Country data Ciudad de México | 150 664   | en stagnation | Aeroméxico, Aeroméxico Connect, |
| 2      | Tijuana, Basse Californie                  | 59 647    | en stagnation | Interjet, Volaris               |
| 3      | Monterrey, Nuevo León                      | 15 940    | 1             | Aeroméxico Connect              |
| 4      | Cancun, Quintana Roo                       | 15 357    | 1             | Magnicharters, Volaris          |
| 5      | Puerto Vallarta, Jalisco                   | 3 991     | en stagnation | TAR                             |
| 6      | Torreón, Coahuila                          | 231       | 3             |                                 |
| 7      | Toluca, État du Mexique                    | 200       | 6             |                                 |
| 8      | Guadalajara, Jalisco                       | 125       | 2             |                                 |
| 9      | Culiacán, Sinaloa                          | 113       |               |                                 |
| 10     | Puebla, Puebla                             | 89        |               |                                 |